# Beto Vazquez
Oscar Alberto Vazquez, conocido como Beto Vazquez (Buenos Aires, Argentina, 19 de junio de 1962) es un multinstrumentista, compositor y productor de heavy metal de Argentina. Es conocido por su trabajo como bajista y líder de la banda Nepal; con la que editó tres trabajos discográficos, y a la que ha retornado este año (2023), y de la actual Beto Vazquez Infinity. Con esta última, ha recibido colaboraciones de artistas de renombre como Tarja Turunen, Fabio Lione, Candice Night, Liv Kristine, entre otros.

## Discografía

### Nepal
- 1993: Raza de traidores
- 1995: Ideología
- 1997: Manifiesto

### Beto Vazquez Infinity
- 2001: Beto Vazquez Infinity
- 2006: Flying Towards the New Horizon
- 2008: Darkmind
- 2010: Existence
- 2012: Beyond Space Without Limits
- 2014:  Live in Buenos Aires - DVD
- 2016: 15 Years Alive - 2 CDS + DVD
- 2018: Humanity
- 2021: Mental Asylum
- 2022: Live Asylum